# Пам'ятник на честь 200-річчя заснування Севастополя
Пам'ятник на честь 200-річчя заснування Севастополя — пам'ятник встановлений на місці перших міських будівель Севастополя, у історичній частині міста в сквері на площі Нахімова. Відкритий 14 червня 1983 року до 200-ї річниці заснування міста. Автори — архітектори Г. Г. Кузьмінський і А. С. Гладков.
Пам'ятник вирішений в архітектурних формах, характерних для пам'ятників першої оборони Севастополя. Являє собою стелу з сірого граніту, у верхню частину якої вмонтовано гарматне ядро. Встановлений у центрі квіткового газону, огородженого гранітним бордюром. До стели ведуть сходи, обрамлені фігурними стінками, по боках сходів дві лави. На лицьовому боці стели викарбувано напис російською мовою: 
| «Тут 3 (14) червня 1783 закладено місто Севастополь, морська фортеця півдня Росії». | На протилежному боці наведено переклад з грецької мови слова 
| «Севастополь»: «Місто, гідне поклоніння». | На бічних гранях дві дати — 
| 1783, 1983. |
Висота пам'ятника — 3,41 метра.
Біля підніжжя стели 31 грудня 2000 року закладена капсула з посланням севастопольцям, які будуть жити через сто років. Вони мають розкрити її 31 жовтня 2100 року.